# モード・ミューア
モード・ミューア (Maud Muir、2001年7月12日 - ) は、イングランドの女子ラグビーユニオン選手。

## プロフィール
- イングランド・オックスフォード出身[1]。
- ポジションはプロップ(PR)。
- 身長 170cm、体重 85kg
- 女子イングランド代表キャップは4（2022年11月現在）。

## 略歴
2022年、ラグビーワールドカップ2021の女子イングランド代表に選ばれて、レッド・ローズ2大会連続準優勝に貢献。